# Лук Александры
Лук Александры (лат. Allium alexandrae) — многолетнее травянистое растение, вид рода Лук (Allium) семейства Луковые (Alliaceae).

## Распространение и экология
В природе ареал вида охватывает Тянь-Шань. Эндемик.
Произрастает степных склонах.

## Ботаническое описание
Луковицы удлиненно-яйцевидные или почти цилиндрические, диаметром 0,75—1,5 см, длиной 2—6 см, с кожистыми цельными оболочками, лишь у верхушки разорванными и несущими параллельное жилкование, прикреплены по нескольку к косому корневищу, Стебель высотой 20—30 см, до половины одетый гладкими или шероховатыми влагалищами листьев.
Листья в числе 4—5, нитевидные, шириной около 0,5 мм, полуцилиндрические, желобчатые, бороздчатые, гладкие или шероховатые, обычно короче стебля.
Чехол мелкий с длинным, носиком, иногда до трёх раз превышающим зонтик, остающийся. Зонтик полушаровидный, немногоцветковый, густой. Листочки колокольчатого околоцветника розовые, с пурпурной жилкой, тупые, длиной 4—5 мм, внутренние продолговато-эллиптические, немного длиннее и значительно шире наружных продолговато-ланцетных. Нити тычинок едва короче листочков околоцветника, на четверть между собой и с околоцветником сросшиеся, наружные продолговато-шиловидные, внутренние в 3 раза шире. Столбик не выдается из околоцветника.
Коробочка немногим короче околоцветника.

## Таксономия
Вид Лук Александры входит в род Лук (Allium) семейства Луковые (Alliaceae) порядка Спаржецветные (Asparagales).
|  |                                      |  |                                                             |                                                             |                   |  | ещё 24 семейства (согласно Системе APG II) | ещё 24 семейства (согласно Системе APG II) |                     |  |  |  | ещё более 870 видов |
|  |                                      |  |                                                             |                                                             |                   |  | ещё 24 семейства (согласно Системе APG II) | ещё 24 семейства (согласно Системе APG II) |                     |  |  |  | ещё более 870 видов |
|  |                                      |  |                                                             | порядок Спаржецветные                                       |                   |  |                                            |                                            | род Лук             |  |  |  |                     |
|  |                                      |  |                                                             | порядок Спаржецветные                                       |                   |  |                                            |                                            | род Лук             |  |  |  |                     |
|  | отдел Цветковые, или Покрытосеменные |  |                                                             |                                                             | семейство Луковые |  |                                            |                                            | вид Лук Александры  |  |  |  |                     |
|  | отдел Цветковые, или Покрытосеменные |  |                                                             |                                                             | семейство Луковые |  |                                            |                                            |                     |  |  |  |                     |
|  |                                      |  | ещё 44 порядка цветковых растений (согласно Системе APG II) | ещё 44 порядка цветковых растений (согласно Системе APG II) |                   |  |                                            | ещё около 300 родов                        | ещё около 300 родов |  |  |  |                     |
|  |                                      |  |                                                             | ещё 44 порядка цветковых растений (согласно Системе APG II) |                   |  |                                            |                                            | ещё около 300 родов |  |  |  |                     |